# Musée de la photographie de Saint-Louis
Le Musée de la photographie de Saint-Louis est un musée situé à Saint-Louis au Sénégal. C'est le premier musée au Sénégal et en Afrique de l'ouest dédié entièrement à la photographie.

## Histoire
Le musée est fondé par Amadou Diaw, également fondateur du Forum de Saint-Louis et de l'Institut supérieur de gestion de Dakar avec l'intention de préserver le patrimoine architectural de la ville. L'une des raisons de l'ouverture du musée est de rendre hommage à des photographes tels que Mama Casset et Meissa Gaye. Le musée est fondé par Amadou Diaw également fondateur du Forum de Saint-Louis et de l'Institut supérieur de gestion de Dakar avec l'intention de préserver le patrimoine architectural de la ville. L'une des raisons de l'ouverture du musée est de rendre hommage à des photographes tels que Mama Casset et Meissa Gaye. Le bâtiment du musée est dans le style architectural typique de l'île de Saint-Louis, postérieur au XXe siècle. Le musée a été ouvert en novembre 2017.Dans une interview de 2018 de la directrice du musée, Salimata Diop, affirme que la ville de Saint-Louis est choisie pour abriter le musée en raison de l'histoire de la ville avec la photographie car, c'est là que le tout premier appareil photo envoyé au Sénégal est réceptionné en 1863 par le ministère de la Marine et des Colonies.

## Collections
Le musée a exposé des photographies de la collection personnelle d'Amadou Diaw ainsi que des photographies des premiers jours de Saint-Louis. Le musée possède une collection diversifiée de photographies de divers pays africains. Il contient des photographies du couronnement de l'empereur Jean-Bédel Bokassa en 1977 et de la beauté du Sénégal datant des années 1930. Le musée possède une section de photographie contemporaine, avec des photos de Malika Diagana, Joana Choumali, Fabrice Monteiro et Omar Victor Diop. Le musée présente des portraits en noir et blanc de femmes sénégalaises entre les années 1930 et 1950 ; l'exposition est intitulée Rêveries d'Hier, Songes du Présent. Le musée a également exposé des photographies de Siaka Soppo Traoré, Malick Welli, Mário Macilau, Laeila Adjovi et David Uzochukwu. Le musée possède une collection de photographies de l'âge d'or des studios photo de Saint-Louis. En 2018, le musée a organisé une exposition consacrée au photographe ghanéen James Barnor,.